# انسیغه
انسیغه (به عربی: أنسیغة) یک شهرداری در الجزایر است که در استان خنشله واقع شده‌است. انسیغه ۷٬۸۹۴ نفر جمعیت دارد.